# Кастаньеда, Кевин
Кевин Кастаньеда Варгас (исп. Kevin Castañeda Vargas; род. 28 октября 1999, Гвадалахара) — мексиканский футболист, полузащитник клуба «Тихуана».

## Клубная карьера
Кастаньеда — воспитанник клуба «Толука». 22 июля 2018 года в матче против «Атлетико Морелия» он дебютировал в мексиканской Примере. 30 сентября 2019 года в поединке против «Веракрус» Кевин забил свой первый гол за «Толуку». Летом 2022 года Кастаньеда перешёл в «Тихуану». 9 июля в матче против «Хуареса» он дебютировал за новый клуб. 30 октября 2023 года в поединке против «Атласа» Кевин забил свой первый гол за «Тихуану».